# Hanniwka (rejon nowomoskowski)
Hanniwka (ukr. Ганнівка) – wieś na Ukrainie, w obwodzie dniepropetrowskim, w rejonie nowomoskowskim, w hromadzie Pereszczepyne. W 2001 liczyła 266 mieszkańców, spośród których 262 wskazało jako ojczysty język ukraiński, a 4 rosyjski.